# 三和義勇
三和義勇（1899年4月26日—1944年8月2日），日本海軍軍人。海兵48期。最終军衔是海軍少将。战死於天宁岛。